# Fath-360

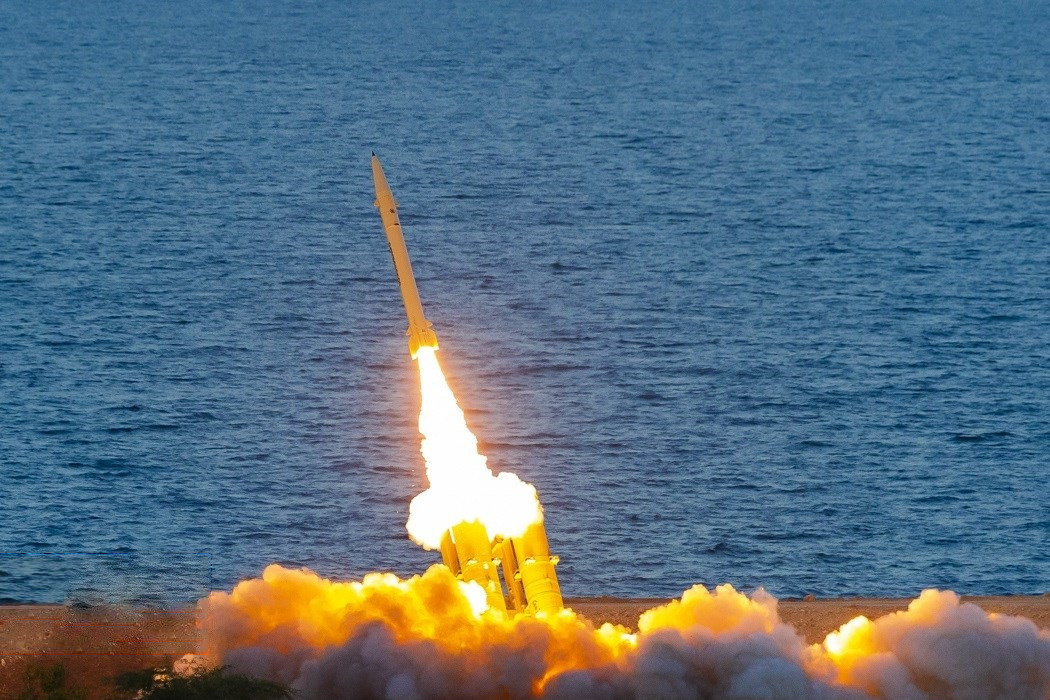
Стрільба Fath-360 під час військових навчань.

Fath-360 (перс. فتح-۳۶۰), також відома як BM-120, — це іранська тактична балістична ракета малої дальності із супутниковим керуванням, анонсована в День армії Ісламської Республіки Іран, 18 квітня 2022 року.
Радіус від 30 до 120 км, може нести 150 кг бойової частини і летіти зі швидкістю 3 Махи (1020 м/с). Після запуску вона підключається до супутників для швидкого наведення і вражають свої цілі зі швидкістю 4 Махи (1361 м/с).

### Ракета
Ракета Fath-360 була вперше показана під назвою Fath на військовій виставці 21 серпня 2020 року. Як сімейство Fateh SRBM, він майже вдвічі менший за Fateh-110, але має таку саму конфігурацію оперення. Чотири на кінці біля вихлопної труби, чотири інші трикутної форми над ними та чотири невеликі перед ракетою біля носового конуса.

## Оператори
- Іран
  - Сухопутні Війська Ірану
  - Корпус вартових Ісламської революції
- Росія
  - Збройні сили РФ[4] отримали в вересні 2024 року від Ірану

Fath-360 був вперше випробуваний під час військових навчань Eghtedar 1401 у Насрабаді, Ісфахан.
У звітах також повідомляється, що Fath-360 був використаний для атаки на позиції KDPI в Північному Іраку 28 вересня 2022 року.
11 квітня 2023 року армія Ірану отримала на церемонії кілька систем Fath-360.